# Anacamptomyia rufescens
Anacamptomyia rufescens là một loài ruồi trong họ Tachinidae.